# アイルランドの映画
この項目ではアイルランドの映画について述べる。アイルランドを描いた外国映画ではなく、アイルランドの映画の歴史、アイルランドにおける映画産業の現状、アイルランドで制作された映画、アイルランド人監督・俳優などについて主に述べる。
アイルランドの映画産業は近年になって勢いをつけてきているが、政府が母体となって映画産業を促進するアイルランド映画委員会 (The Irish Film Board) と、映画産業に対する減税措置がその要因の一つとなっている。近年ヒットしたアイルランド映画には『ダブリン上等!』 (2001)、『マイケル・コリンズ』 (1996)、『アンジェラの灰』 (1999)、『ザ・コミットメンツ』 (1991)などがある。アイルランドでは過去において、カトリック教会の影響力により、多くの映画が検閲を受けたり上映禁止になることもあったが、近年では基本的には観客の選択に任せるという Irish Film Censor's Office の方針で、そのような措置を受けた作品は2004年に1本、2005年に1本、2006年8月に1本と減ってきている。
アイルランドはまた、減税措置のおかげもあって映画撮影の盛んな土地でもある。『静かなる男』 (1952)、『ブレイブハート』 (1995)、『サラマンダー』 (2002) 、『キング・アーサー』 (2004) などはアイルランドで撮影された。アイルランドで撮影された初めての映画は1910年の The Lad from Old Ireland である。この作品はアメリカ人監督によって撮影されたサイレントの短編作品で、一人のアイルランド人青年がアメリカに渡り成功を収め、アイルランドに戻り、家族を貧困から救うというストーリーであった。
映画史初期の頃から、アイルランドを舞台にした作品は外国人が制作し、アメリカやイギリス資本で作られる場合が多かったが、1970年代に入ってニール・ジョーダンやジム・シェリダンといったアイルランド人監督が注目されはじめ、アイルランド人によるアイルランド映画が多くなってきた。
また、ガブリエル・バーン、ジョナサン・リース＝マイヤーズ、スチュアート・タウンゼント、コリン・ファレル、キリアン・マーフィといった多くのアイルランド出身の俳優たちがハリウッドでも活躍してきている。彼らはハリウッド映画に出演しながらも、アイルランドの映画にも積極的に出演している。
アイルランドで最も大きなシネコン・チェーンはウォード・アンダーソン (Ward Anderson) だが、他にもユナイテッド・シネマズ・インターナショナル (United Cinemas International)、シネワールド (Cineworld)、ヴュー (Vue) などのシネコンがある。最も大きなインディペンデント系映画館チェーンはストーム・シネマ (Storm Cinemas) で、ベルファスト、リムリック、ウォーターフォード、ナース (Naas)、ポートリーシュ、キャバンに映画館を持っている。2005年秋、新しいシネコン Movies@ が参入、ダブリンのダンドラムとゴールウェイに映画館をオープンし、今後 Swords にもオープンする予定である。また、ブロックバスターの子会社であるビデオレンタル会社エクストラヴィジョン (Xtravision) も業績を伸ばしている。
アイルランドで初めて映画館がオープンしたのは1909年、ジェイムズ・ジョイスによってである。初めての映画スタジオであるアードモア・スタジオ (Ardmore Studios) がウィックロー県のブレイにオープンしたのは1958年であった。
アイルランド映画委員会は1981年に地元の映画産業振興のために設立された。しかし、多くの批評家たちは、アイルランド映画委員会がかかわった作品はほとんどヒットせず、低予算で作られた作品や海外資本の作品の方が人気があると指摘している。